# Beta Ethniki Erasitechniki 1966-1967
La Beta Ethniki Erasitechniki 1966-1967 è la 2ª edizione del campionato greco di calcio di terzo livello.

## Gruppi 1a e 1b

### Gruppo 1a

#### Squadre partecipanti
| Squadra                 | Città              |
| ----------------------- | ------------------ |
| Aris Agios Konstantinos | Agios Konstantinos |
| Asteras Zografo         | Zografo            |
| Athīnaïkos              | Vironos            |
| Attikos                 | Atene              |
| Fōkikos                 | Amfissa            |
| Kadmos Thivas           | Tebe               |
| Panchiakos              | Chio               |
| Platon Atene            | Atene              |
| Safraboli               | Atene              |
| Tamynaïkos              | Aliveri            |

#### Classifica
|  | Pos. | Squadra                 | Pt | G | V | N | P | GF | GS | DR  |
|  | ---- | ----------------------- | -- | - | - | - | - | -- | -- | --- |
|  | 1.   | Asteras Zografo         | 46 | ? | ? | ? | ? | 30 | 14 | +16 |
|  | 2.   | Safraboli               | 46 | ? | ? | ? | ? | 47 | 12 | +35 |
|  | 3.   | Attikos                 | 43 | ? | ? | ? | ? | 43 | 16 | +27 |
|  | 4.   | Platon Atene            | 40 | ? | ? | ? | ? | 33 | 23 | +10 |
|  | 5.   | Athīnaïkos              | 35 | ? | ? | ? | ? | 30 | 28 | +2  |
|  | 6.   | Kadmos Thivas           | 35 | ? | ? | ? | ? | 26 | 29 | -3  |
|  | 7.   | Aris Agios Konstantinos | 33 | ? | ? | ? | ? | 37 | 32 | +5  |
|  | 8.   | Tamynaïkos              | 27 | ? | ? | ? | ? | 24 | 40 | -16 |
|  | 9.   | Panchiakos              | 27 | ? | ? | ? | ? | 35 | 59 | -24 |
|  | 10.  | Fōkikos                 | 26 | ? | ? | ? | ? | 21 | 64 | -43 |

Legenda:

      Ammesse in Beta Ethniki 1967-1968

#### Spareggio per il primo posto
| Squadra 1       | Risultato | Squadra 2 |
| --------------- | --------- | --------- |
| Asteras Zografo | 2 – 0     | Safraboli |

### Gruppo 1b

#### Squadre partecipanti
| Squadra          | Città      |
| ---------------- | ---------- |
| Anagennisi Arta  | Arta       |
| Apollon Patrasso | Patrasso   |
| Asteras Amaliada | Amaliada   |
| Kerkyraïkos      | Corfù      |
| Kostakion        | Kostakii   |
| Mesolongi        | Missolungi |
| Olimpo Kerkyra   | Corfù      |
| Panīleiakos      | Pyrgos     |
| Patraïkos        | Patrasso   |
| Preveza          | Preveza    |

#### Classifica
|  | Pos. | Squadra          | Pt | G | V | N | P | GF | GS | DR  |
|  | ---- | ---------------- | -- | - | - | - | - | -- | -- | --- |
|  | 1.   | Anagennisi Arta  | 45 | ? | ? | ? | ? | 37 | 9  | +28 |
|  | 2.   | Kerkyraïkos      | 45 | ? | ? | ? | ? | 33 | 11 | +22 |
|  | 3.   | Panīleiakos      | 39 | ? | ? | ? | ? | 21 | 22 | -1  |
|  | 4.   | Mesolongi        | 35 | ? | ? | ? | ? | 24 | 27 | -3  |
|  | 5.   | Preveza          | 35 | ? | ? | ? | ? | 32 | 42 | -10 |
|  | 6.   | Olimpo Kerkyra   | 34 | ? | ? | ? | ? | 17 | 35 | -18 |
|  | 7.   | Apollon Patrasso | 33 | ? | ? | ? | ? | 30 | 21 | +9  |
|  | 8.   | Asteras Amaliada | 33 | ? | ? | ? | ? | 27 | 29 | -2  |
|  | 9.   | Patraïkos        | 32 | ? | ? | ? | ? | 33 | 36 | -3  |
|  | 10.  | Kostakion        | 28 | ? | ? | ? | ? | 19 | 41 | -22 |

Legenda:

       Ammessa ai play-off

#### Spareggio per il primo posto
| Squadra 1       | Risultato   | Squadra 2   |
| --------------- | ----------- | ----------- |
| Anagennisi Arta | 1 – 1 (dts) | Kerkyraïkos |

### Play-off
Andata
| Squadra 1       | Risultato | Squadra 2       |
| --------------- | --------- | --------------- |
| Asteras Zografo | 2 – 1     | Anagennisi Arta |

Ritorno
| Squadra 1       | Risultato | Squadra 2       |
| --------------- | --------- | --------------- |
| Anagennisi Arta | 3 – 0     | Asteras Zografo |

Spareggio
| Squadra 1       | Risultato | Squadra 2       |
| --------------- | --------- | --------------- |
| Asteras Zografo | 3 – 2     | Anagennisi Arta |

## Gruppi 2a e 2b

### Gruppo 2a

#### Squadre partecipanti
| Squadra               | Città            |
| --------------------- | ---------------- |
| AEK Faliros           | Kallithea        |
| Aris Rethymno         | Rethymno         |
| Atromitos Rethymno    | Rethymno         |
| Atsalenios Iraklio    | Candia           |
| Iraklis Nikea         | Nikea            |
| Īrodotos              | Nea Alikarnassos |
| Piraïkos Neos Falirou | Il Pireo         |
| Rethymniakos          | Rethymno         |
| Talos Chania          | La Canea         |

#### Classifica
|  | Pos. | Squadra               | Pt | G | V | N | P | GF | GS | DR  |
|  | ---- | --------------------- | -- | - | - | - | - | -- | -- | --- |
|  | 1.   | AEK Faliros           | 38 | ? | ? | ? | ? | 42 | 15 | +37 |
|  | 2.   | Rethymniakos          | 34 | ? | ? | ? | ? | 28 | 25 | +3  |
|  | 3.   | Atromitos Rethymno    | 34 | ? | ? | ? | ? | 28 | 28 | 0   |
|  | 4.   | Piraïkos Neos Falirou | 33 | ? | ? | ? | ? | 36 | 24 | +12 |
|  | 5.   | Iraklis Nikea         | 32 | ? | ? | ? | ? | 39 | 22 | +17 |
|  | 6.   | Īrodotos              | 32 | ? | ? | ? | ? | 26 | 19 | +7  |
|  | 7.   | Aris Rethymno         | 30 | ? | ? | ? | ? | 17 | 50 | -33 |
|  | 8.   | Atsalenios Iraklio    | 28 | ? | ? | ? | ? | 25 | 34 | -9  |
|  | 9.   | Talos Chania          | 18 | ? | ? | ? | ? | 11 | 36 | -25 |

Legenda:

      Ammesse in Beta Ethniki 1967-1968

### Gruppo 2b

#### Squadre partecipanti
| Squadra             | Città    |
| ------------------- | -------- |
| Arkadikos Tripolis  | Tripoli  |
| Atlas Mytilenes     | Mitilene |
| Ialiso Trianton     | Ialiso   |
| Olympiakos Loutraki | Loutraki |
| Pammesiniakos       | Calamata |
| Pannafpliakos       | Nauplia  |
| Pelopas Kiatou      | Kiato    |
| Pritos Tirynthas    | Argo     |

#### Classifica
|  | Pos. | Squadra             | Pt | G | V | N | P | GF | GS | DR  |
|  | ---- | ------------------- | -- | - | - | - | - | -- | -- | --- |
|  | 1.   | Olympiakos Loutraki | 36 | ? | ? | ? | ? | 34 | 13 | +21 |
|  | 2.   | Pannafpliakos       | 33 | ? | ? | ? | ? | 33 | 17 | +16 |
|  | 3.   | Pammesiniakos       | 32 | ? | ? | ? | ? | 27 | 18 | +9  |
|  | 4.   | Atlas Mytilenes     | 29 | ? | ? | ? | ? | 26 | 22 | +4  |
|  | 5.   | Arkadikos Tripolis  | 28 | ? | ? | ? | ? | 26 | 32 | -6  |
|  | 6.   | Ialiso Trianton     | 26 | ? | ? | ? | ? | 20 | 25 | -5  |
|  | 7.   | Pelopas Kiatou      | 25 | ? | ? | ? | ? | 32 | 36 | -4  |
|  | 8.   | Pritos Tirynthas    | 11 | ? | ? | ? | ? | 8  | 48 | -40 |

Legenda:

       Ammessa ai play-off

### Play-off
Andata
| Squadra 1           | Risultato | Squadra 2   |
| ------------------- | --------- | ----------- |
| Olympiakos Loutraki | 2 – 3     | AEK Faliros |

Ritorno
| Squadra 1   | Risultato | Squadra 2           |
| ----------- | --------- | ------------------- |
| AEK Faliros | 3 – 2     | Olympiakos Loutraki |

## Gruppo 3

### Squadre partecipanti
| Squadra                | Città      |
| ---------------------- | ---------- |
| Almyros                | Almyros    |
| Apollon Evropos Kilkis | Kilkis     |
| Apollon Kryas Vrysis   | Krya Vrysi |
| Doxa Neapolis          | Neapoli    |
| Ermis Amynteos         | Amynteo    |
| Finikas Polichni       | Polichni   |
| Magnisiakos Volos      | Volos      |
| Naoussa                | Naoussa    |
| Olimpo Larissa         | Larissa    |
| PAO Diikitirios        | Salonicco  |
| Pavlos Melas           | Drama      |
| Thermaïkos Salonicco   | Salonicco  |
| Xirokrinis             | Salonicco  |

### Classifica
|  | Pos. | Squadra                | Pt | G | V | N | P | GF | GS | DR  |
|  | ---- | ---------------------- | -- | - | - | - | - | -- | -- | --- |
|  | 1.   | Thermaïkos Salonicco   | 58 | ? | ? | ? | ? | 41 | 20 | +21 |
|  | 2.   | PAO Diikitirios        | 58 | ? | ? | ? | ? | 53 | 25 | +28 |
|  | 3.   | Doxa Neapolis          | 55 | ? | ? | ? | ? | 26 | 12 | +14 |
|  | 4.   | Pavlos Melas           | 54 | ? | ? | ? | ? | 31 | 18 | +13 |
|  | 5.   | Magnisiakos Volos      | 51 | ? | ? | ? | ? | 36 | 28 | +8  |
|  | 6.   | Finikas Polichni       | 49 | ? | ? | ? | ? | 41 | 31 | +10 |
|  | 7.   | Apollon Kryas Vrysis   | 48 | ? | ? | ? | ? | 27 | 27 | 0   |
|  | 8.   | Ermis Amynteos         | 47 | ? | ? | ? | ? | 31 | 31 | 0   |
|  | 9.   | Xirokrinis             | 47 | ? | ? | ? | ? | 37 | 38 | -1  |
|  | 10.  | Naoussa                | 44 | ? | ? | ? | ? | 39 | 35 | +4  |
|  | 11.  | Almyros                | 44 | ? | ? | ? | ? | 28 | 46 | -18 |
|  | 12.  | Olimpo Larissa         | 32 | ? | ? | ? | ? | 34 | 57 | -23 |
|  | 13.  | Apollon Evropos Kilkis | 26 | ? | ? | ? | ? | 19 | 75 | -56 |

Legenda:

      Ammesse in Beta Ethniki 1967-1968

### Spareggio per il primo posto
| Squadra 1            | Risultato | Squadra 2       |
| -------------------- | --------- | --------------- |
| Thermaïkos Salonicco | 2 – 1     | PAO Diikitirios |

## Gruppo 4

### Squadre partecipanti
| Squadra                  | Città          |
| ------------------------ | -------------- |
| Alexandria               | Alexandria     |
| Aris Drama               | Drama          |
| Atromitos Serron         | Serres         |
| Doxa Sitagron            | Sitagri        |
| Elpida Drama             | Drama          |
| Elpida Nigrita           | Nigrita        |
| Ethnikos Sidirokastro    | Sidirokastro   |
| Megas Alexandros Iraklis | Iraklia Serron |
| Orestis Orestiada        | Orestiada      |
| Orfeas Eleftheroupolis   | Eleftheroupoli |
| Orfeas Xanthi            | Xanthi         |
| Panthrakikos             | Komotini       |
| Vyron Kavala             | Kavala         |

### Classifica
|  | Pos. | Squadra                  | Pt | G | V | N | P | GF | GS | DR  |
|  | ---- | ------------------------ | -- | - | - | - | - | -- | -- | --- |
|  | 1.   | Elpida Drama             | 56 | ? | ? | ? | ? | 44 | 16 | +28 |
|  | 2.   | Orfeas Eleftheroupolis   | 56 | ? | ? | ? | ? | 47 | 18 | +29 |
|  | 3.   | Panthrakikos             | 55 | ? | ? | ? | ? | 40 | 22 | +18 |
|  | 4.   | Orestis Orestiada        | 55 | ? | ? | ? | ? | 36 | 28 | +8  |
|  | 5.   | Orfeas Xanthi            | 54 | ? | ? | ? | ? | 41 | 22 | +19 |
|  | 6.   | Megas Alexandros Iraklis | 54 | ? | ? | ? | ? | 49 | 28 | +21 |
|  | 7.   | Ethnikos Sidirokastro    | 47 | ? | ? | ? | ? | 27 | 27 | 0   |
|  | 8.   | Alexandria               | 46 | ? | ? | ? | ? | 33 | 34 | -1  |
|  | 9.   | Elpida Nigrita           | 46 | ? | ? | ? | ? | 27 | 39 | -11 |
|  | 10.  | Aris Drama               | 44 | ? | ? | ? | ? | 38 | 53 | -15 |
|  | 11.  | Atromitos Serron         | 43 | ? | ? | ? | ? | 42 | 48 | -6  |
|  | 12.  | Doxa Sitagron            | 31 | ? | ? | ? | ? | 26 | 51 | -25 |
|  | 13.  | Vyron Kavala             | 28 | ? | ? | ? | ? | 11 | 69 | -58 |

Legenda:

      Ammesse in Beta Ethniki 1967-1968

### Spareggio per il primo posto
| Squadra 1    | Risultato   | Squadra 2              |
| ------------ | ----------- | ---------------------- |
| Elpida Drama | 0 – 0 (dts) | Orfeas Eleftheroupolis |